# Guillermo Giacomazzi
Guillermo Giacomazzi est un ancien footballeur uruguayen né le 21 novembre 1977 à Montevideo en Uruguay. 
Guillermo Giacomazzi évoluait au poste de milieu de terrain.

## Palmarès
- Champion de Serie B en 2010 avec l'US Lecce